# Kempis Tamás
Thomas a Kempis, magyarosan Kempis Tamás O.S.A. (latinul: Thomas a Kempis), születési nevén Thomas Hemerken vagy Haemerken (Kempen, 1379 vagy 1380 – Zwolle, Agnietenbergi kolostor, 1471. július 25.) késő középkori német-holland író, a kanonok törzstagja, a Krisztus követése című könyv szerzője, amely az egyik legnépszerűbb és legismertebb keresztény áhítatos könyv. A devotio moderna nevű késő középkori spirituális mozgalom legismertebb alakja.

## Élete
Kempis 1379-ben vagy 1380-ban szegény kézműves családban született Johann és Gertrud Hemerken fiaként. 12 éves korától Deventerben, Johann Boome iskolájában folytatott tanulmányokat. Mestere 1395-től a szentéletű Florentius Radewijn kanonok volt, akinek házában 1398-ban 20 „testvérrel” élt a Közös Élet Testvérei (hieronimiták) között. 1399-ben belépett az agnetenbergi ágostonos kolostorba, ahol a bátyja, János perjelként működött. Kempis itt eleinte a kódexmásoló műhelyben dolgozott, erkölcstani és Bibliamagyarázati tanulmányokat folytatott, majd 1406. június 12-én szerzetesfogadalmat tett. 1414-ben szentelték pappá. Már 1417-ben említik, hogy egy misekönyvet másolt. 1425 és 1448 között a szubprior tisztséget viselte, ugyanakkor gondnokként és novicius mesterként is működött. A kolostorban való életéről szólva kiemeli az egyik korabeli életrajza, hogy „milyen nagy jámborságban járt Isten előtt, milyen gyengédséggel és barátságossággal szerette társait, hogy a szív milyen alázatával és mily nagy szorgalommal töltötte ki azt az időt, mely neki az életre adatott. ... Szokása volt, hogy a csendes éjszakában, mikor a mise után már mindenki aludt, még fenn maradjon, könyveket írjon, vagy másoljon, ami által igazán nagy érdemeket szerzett. Minden beszéde Istenről és a Szentírásról szólt; sosem vonakodott, ha megkérték, hogy a lelkek javára prédikáljon. ... Belsőleg mennyire mélyen összeszedett volt Istenben Kempis Tamás az imádság helyén és minden lelki tevékenységében ... Nappal is és éjjel is mindig ő volt az első a kórusban és mindig utolsóként hagyta el e helyet. Nem is lehet elmondani, mennyire szíve és lelke ügyének tekintette a szent Istenszolgálatot és a lelki élet ékesítését.”
Hosszú, munkás élet után hunyt 1471-ben. Egy krónika így számol be haláláról: „Dicséretben és hírnévben 65 évet töltött a kolostorban annak igen rendkívüli hasznára, míg életének 92. évében, az Úr kegyelemteljes születésének 1471. esztendejében augusztus 8-án Isten el nem hívta a földi menedékhelyről és fel nem vette őt a mennyei lakhelyre, de emlékét ránk hagyta ezen a földön.”
Boldoggá avatását többször is kezdeményezték, de Róma máig nem döntött a kérdésben.

## Művei

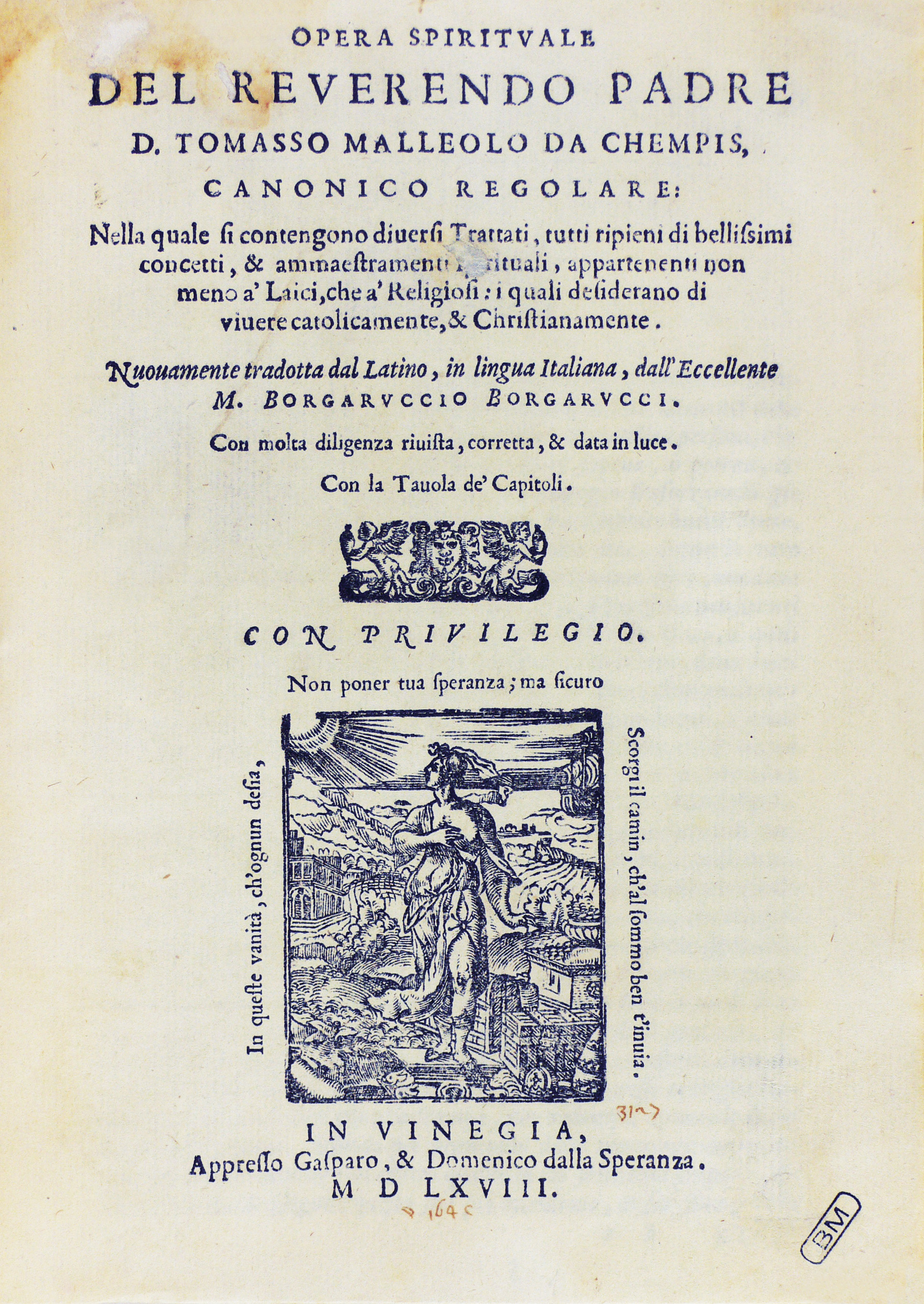
Opera spirituale, 1568

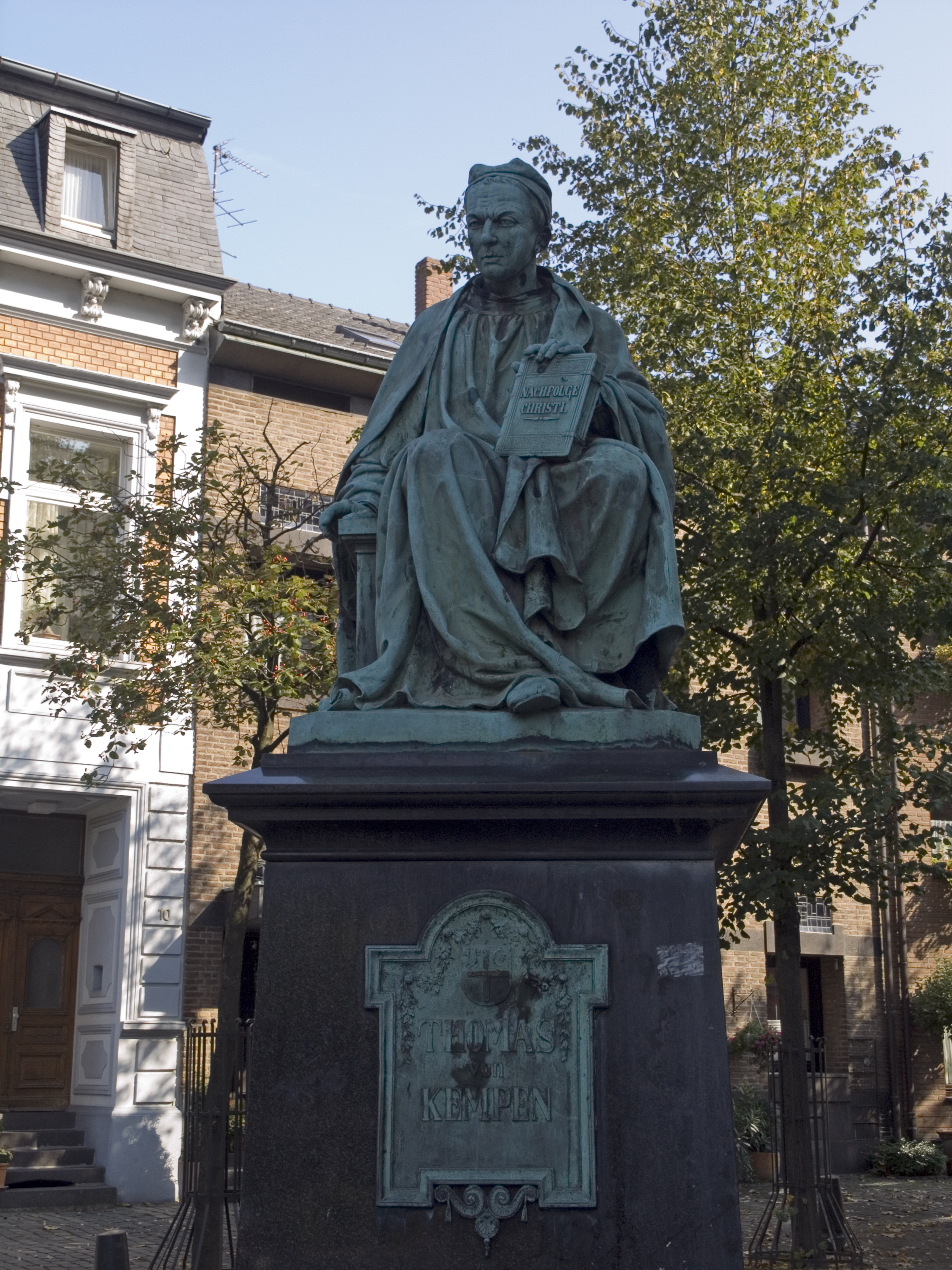
Kempis Tamás szobra születési helyén, Kempenben

Kempis jelentős egyházi író. Lelkiségének meghatározója Isten és a lélek kapcsolata. A német misztika „Isten a minden, az ember a semmi” gondolatát a metafizika szintjéről az erkölcsi-egzisztenciális szintre vitte át. Képekben gazdag, állandóan a Szentírásra utaló nyelvében az ősi egyházi hagyomány visszhangzik. Ima- és elmélkedési módszere a karthauziak lelkiségéhez kapcsolódik.
Egy 1471–1488 között írt katalógus 38 művét sorolja fel. Műveit a következő csoportokba lehet osztani:
- életrajzok (Viten, a devotio moderna első képviselőiről írt életrajzai)[1]
- himnuszok[4]
- levelek (Epistulae)[1][4]
- imádságok (Orationes)[1]
- elmélkedések (Meditationes)[1]
- értekezések (Tractatus)[1]
- prédikációk (Sermones, mintegy 30 mű)[1][4]

Néhány konkrét műve:
- legjelentősebb a Krisztus követése (De imitatione Christi)[1][4]

- A liliomvölgy[2]
- A szegények menedéke[2]
- A három kunyhóról[2]
- A lélek monológja[2]
- A rózsakertecske[2]
- A hű gazdálkodásról[2]

## Magyarul
- Christvs Iesvs követéséről való könyvek deakvl. Írattak Kempisi Tamastol, magyar nyelvre fordittatot Maros-Vasarheli Gergelytől [Marosvásárhelyi Gergely]; Heltai ny., Kolozsvár, 1622
- Kempis Tamasnak Christvs követeservl négy könyuei. Mellyeket magiarra forditott Pazmany Peter eztergami ersek; Ex officina typographica Matthaei Formicae, Viennae Austriae Wien, 1624
- Krisztus követéséről. Négy könyv; ford. Intay Vazul; Streibig, Győr, 1845
- Kempis Tamás négy könyve Jézus Krisztus követéséről; ford. Sujánszky Antal; Tauchnitz Bernát, Lipcse, 1844
- Kempis Tamás négy könyve Krisztus követéséről; kiad. Nogáll János Eggenberger, Pest, 1864 (Lelki kincstár keresztény hívők számára)
- Krisztus követése. Erkölcsi olvasó- és imakönyv; latinból átdolg. Szeremlei Samu; Bába Imre, Szeged, 1864
- Krisztus követése. Erkölcsi olvasó- és imakönyv; protestáns használatra átdolg. Szeremlei Samu; 2. jav. kiad.; Pfeifer, Bp., 1865
- A Krisztus követéséről négy könyv; ford. Jáky Ferenc; Rózsa, Bp., 1881
- Kempis Tamásnak Christus követésérül négy könyvei, melyeket magyarra ford. Pázmány Péter; sajtó alá rend. Kisfaludy Árpád Béla; Egyet Ny., Bp., 1894 (Pázmány Péter összes munkái)
- Krisztus követése; ford. Soós István. Karmelita Rendház, Bp., 1901
- Krisztus követése; ford. Platz Bonifác; 3. jav. kiad.; Szt. István Társulat, Bp., 1918
- Krisztus követése. Négy könyvben; ford. Pázmány Péter, Molnár László, átdolg. Zsíros Ferenc; Pallas Ny., Bp., 1922
- Isten felé; Szalézi Művek, Rákospalota 1947 (Lelkiélet kiskönyvei) (új kiadás: Kempis Tamás: Isten felé, Szent István Társulat, 2016, ISBN 9789633615683, 80 p.)
- Krisztus követéséről; ford. Földváry Antal; Sylvester Ny., Bp., 1947
- Kempis Tamás: Krisztus követése; ford. Jelenits István / Szalézi Szent Ferenc: Filótea, vagyis A jámborság útja; ford. Platz Bonifác; Ecclesia, Bp., 1978 ISBN 963-363-904-2, 584 p. (2. kiadás: 1987)
- Krisztus követése napról napra. Válogatás Kempis Tamás gondolataiból az év minden napjára; összeáll. Nagy Andrea, Balassa Zsigmond, ford. Jelenits István; Szt. Gellért, Szeged, 1993
- Isten felé. Kis rózsakert; ford. Farkas Lajos, szerk., ford. átdolg., előszó Sarbak Gábor; Szt. István Társulat, Bp., 2005
- Mária követése; ford. Paulik Péter; Szt. István Társulat, Bp., 2007
- Krisztus követése. Nap mint nap; ford. Diós István; Pálos Könyvtár, Bp., 2014
- Kempis Tamás imája az angyalokhoz és minden szentekhez; in: Babits Mihály: Amor Sanctus – A középkor latin himnuszai, Magyar Szemle Társaság, Budapest, 1933, 218–222. o.
- Ének az angyalok karairól; in: Sík Sándor: Himnuszok könyve, Szent István Társulat, Budapest, 1943, 443–447. o.